# 十八史略
『十八史略』（じゅうはっしりゃく）は、南宋の曾先之によってまとめられた、初学者向けの歴史書、歴史読本である。三皇五帝の伝説時代から南宋までの十八の正史を要約し、編年体で綴っている。「十八史」とは、『史記』から『新五代史』までの17史に曾先之が生きた宋一代を加えたものを意味している。

## 概要
最も古い刊行時期は至治年間（1321年 - 1323年）である。曾先之がまとめたものは二巻本である。この本は現在流布しているものと異なる。その後、明代に複数の人物により大幅な改変が行われ、現在と同じ七巻本となった。
以下、林秀一の研究により現行の七巻本の成立過程と曾先之の二巻本の異同を記す。
- 二巻本は明の陳殷によって帝王世紀や朱子学の書を元に注釈を加えられた。（陳殷音釈）
- その後、明の建陽の出版人：劉剡が大幅な補筆・改変を行なった。劉剡の改変は以下の通り。
  - （朱熹の『資治通鑑綱目』に従い）三国時代の正統王朝を魏から蜀とする。二巻本では魏を正統としていた。これにより三国時代の文章は大幅に変更された。
  - 二巻本では南宋最後の皇帝を臨安で元に降伏した恭帝とし、その後の記載は元をはばかって簡単なものである。七巻本では首都陥落後も抵抗していた文天祥の残存勢力が現在の福建省や香港で擁立した端宗・祥興帝の事績を詳細に記す。[1]

登場人物はおよそ4,500人。

陳殷は中国の歴史を簡単に理解するために正史（次項参照）の中から記述を抜き出して作られたものと述べているが、現在の研究では『資治通鑑』などからの抜き書きも多いことが判明している。野史（勅選書以外の民間人によって書かれた歴史書）も多く取り入れられている。特に北宋・南宋に関しては曾先之の在世中に『宋史』が完成しなかったため、野史の『続資治通鑑長編』（略して続長編）・『続宋編年資治通鑑』（略して続通鑑、清の続資治通鑑とは別の書）や著者・関係者の保有する記録類に頼るところが大きかったと考えられているが、続長編・続通鑑以外の史料の確定はなされていない。

### 性格
十八史略は、初学者向けの教科書のような作品であり、現代中国の歴史書としては、宋代までの歴史の抄本という事で価値は失われ、著者の曾先之の名も忘れられている。
日本では、たいへんよく知られた書物だが、中国では、権威ある漢籍解説書の四庫全書総目提要で下記のように酷評されたためにほとんど知られなくなってしまった。

（書き下し）
「其の書は史文を鈔節するも、簡略なること殊（こと）に甚し。巻前に歌括を以て冠す、尤も弇陋（えんろう）と為すべし。蓋し郷塾の課蒙の本にして、同時に胡一桂『古今通略』と視るは、これに遜（おと）ること遠し。」
（日本語訳：この十八史略は歴史書のダイジェストであるが、余りにもひどく簡略化しすぎている。冒頭に語呂合わせの国名の歌があるのは、全く浅はか極まりないものだというしかない。これは田舎の塾の課本（テキスト）で、胡一桂の『古今通略』とはレベルが違いすぎる）
清の乾隆帝奉勅撰『四庫全書総目提要』史部巻五十史部六別史類・別史類存目より。書き下しと訳文はこの項目の記載者による。

「田舎の塾の課本（テキスト）」というのは漢籍としては最低の評価であり、これにより十八史略はほとんど知られていない本になってしまった。。また、「史文を鈔節」とあるように著者が自分の見識によって書き上げた専著ではなく、『史記』や『漢書』など、有名な歴史書の要所を切ってつないだものであったため、中国では固有の価値を持った古典としては認められなかった。

## 日本での受容
日本には室町時代の後期、1526年（大永6年）に、上杉憲房が足利学校にこの書を寄進したのが最も古い記録である。
江戸時代を通じて幼年就学者のための読本として認識されていた。1866年（慶応2年）生まれの宇都宮仙太郎は、生まれた村に学校が無かったため同郷の先輩から論語や十八史略をテキストに教えを受けていた。
明治以降、漢文教科書に多く採用されると、日本では左伝や史記のような権威のある古典籍との区別を認識されなくなった。
明治時代の前期には爆発的な流行となり、明治期に刊行された東洋史の出版数466点のうち、「十八史略」は136点と三分の一近くを占めている。しかし、1887年（明治20年）を境に東洋史の新たな通読書（田口鼎軒「支那開化小史」、那珂通世「支那通史』）が登場してからは尻すぼみとなっていった。その後は初学者用の歴史書としてではなく、漢文学習用のテキストとして確たる位置を占めることになった。
幸田露伴は、孫の青木玉が東京女子大学国語科(1946年入学）で十八史略を学んでいると聞いて、「お前、十八史略なんざ、俺は五つくらいの時焼き薯を食べながら草双紙やなんかと一緒に読んだが、お前の大学はそんなものを教えるのか」とあきれ返り落胆したとのエピソードがある。
中国文学者の高島俊男は「日本は昔から文化の輸入国で、外国から入ってきた書物をたいへんにありがたがる。書物といってもいろいろで、本国ではおのずから格があり評価があって、一流の古典と三流以下の俗本とが同列にあつかわれるようなことはないのだが、輸入国ではそれがわからないことがある。」、「今でもかなりの知識人の、十八史略を一流の歴史書と思いこんでいるらしい文章にお目にかかることがある。これが自分の国のものなら、古事記や日本書紀は典拠になるが昭和になってからだれかが書いた『日本神話のおはなし』の類は典拠にならないことくらいだれでもわかるのだが、外国のものとなるとそれがわからない。一流と目される辞典が史記と十八史略とをならべて引く、というようなことがおこるのである。」として、『十八史略』は中国では古くから子供向けの書籍であることが正しく認識されていたが、日本人はこれを典拠たりうる歴史書と勘違いしてきたと述べている。
高島は、この点で「十八史略」と「パーレー万国史」はよく似ているとも述べている。
昭和時代の後期には、経営者やビジネスマン向けの啓発本として出版された。雑誌『財界』編集長で評論家だった伊藤肇は、戦後、80歳過ぎの実業家鮎川義介との会話で、伊藤が愛読書としてトインビーやドラッカーを挙げると、鮎川は「そんなものより、十八史略でも読みはじめたらどうじゃ」と言い、十八史略は気の遠くなる時間をかけて書かれ、登場人物は4517人で性格がぜんぶ違う、これを克明によめばおのずと人間学ができると語った。それから伊藤は猛然と「十八史略」を読み、「人格がかわるほどおこなって、はじめて学問といえる」と語るにいたった。伊藤は帝王学に関する本を多数出版し、1980年には『十八史略の人物学』を刊行した。作家の宮城谷昌光は伊藤のこの言葉に衝撃をうけ、はらわたをいれかえるつもりで中国古典を読み、中国史を題材とした多数の小説を執筆したが、中国史を知るには、「十八史略」と「史記」、そして『尚書』『春秋左氏伝』は難しいといわれそうなので『世説新語』を読めばいいと語っている。
1974年1月には、陳舜臣が『小説十八史略』を『サンデー毎日』で連載開始、1977年-1983年にかけて全6巻の大著として出版され、人気を博した。これは『十八史略』で扱われている範囲の時代を小説化したものであり、創作した部分も多く、別の書というべきものである。

## 十八史
1. 『史記』- 司馬遷
2. 『漢書』- 班固
3. 『後漢書』- 范曄
4. 『三国志』- 陳寿
5. 『晋書』- 房玄齢他
6. 『宋書』- 沈約
7. 『南斉書』- 蕭子顕
8. 『梁書』- 姚思廉
9. 『陳書』- 姚思廉
10. 『魏書』- 魏収
11. 『北斉書』- 李百薬
12. 『周書』- 令狐徳棻他
13. 『隋書』- 魏徴・長孫無忌
14. 『南史』- 李延寿
15. 『北史』- 李延寿
16. 『新唐書』- 欧陽脩・宋祁
17. 『新五代史』- 欧陽脩
18. 「宋鑑」（以下の2書をひとつと数える）
  - 『続宋編年資治通鑑』- 李熹
  - 『続宋中興編年資治通鑑』- 劉時挙

## 日本で注された版
- （立斎先生標題解註音釈）十八史略　京都 藤井孫兵衛等 明治22年刊

## 十八史略目録（立斎先生標題解註音釈十八史略より）
- 巻第一： 太古・三皇・五帝・夏・殷・周・春秋戦国
- 巻第二： 秦・西漢
- 巻第三： 東漢・三国・西晋
- 巻第四： 東晋・南北朝・隋
- 巻第五： 唐
- 巻第六： 五代・宋上
- 巻第七： 宋下・南宋

## 関連文献
- 岡田正之、『新定十八史略鈔本』、東京開成館、1917年
- 林秀一、『十八史略 上』、新釈漢文大系、明治書院、1967年7月20日 (ISBN 978-4-625-57020-9)
- 林秀一、『十八史略 下』、新釈漢文大系、明治書院、1969年7月30日 (ISBN 978-4-625-57021-6)
- 林秀一、『十八史略 新版』、新書漢文大系、明治書院、2002年 (ISBN 978-4-625-66313-0)
- 竹内弘行 (2008). 十八史略. 講談社学術文庫. ISBN 978-4-06-159899-7